# Sydnäktergal
Sydnäktergal (Luscinia megarhynchos) är en fågel i familjen flugsnappare inom ordningen tättingar. Det är denna art som är "the nightingale" som är så välbeskriven för sin sång i engelskspråkiga sånger, poesi och andra texter. Sydnäktergalen ersätter näktergalen åt väster och söder.

## Utseende och läten
Sydnäktergalen är liten alldagligt tecknad tätting, cirka 15–17 centimeter lång. Ovansidan är enfärgat brun ovan, stjärt och övergump roströd. Undersidan upp till strupen är beige till smutsvit. Ögat är jämförelsevis stort och svart. Näbben är gulaktig och benen är mörka. Könen är lika. Arten är väldigt lik näktergalen och skiljer sig framför allt på den rödare stjärtovansidan och avsaknad av grå vattring på nederdelen av strupen eller bröstet. Även sången är relativt lik näktergalen, men mer melodisk och med ett arttypiskt crescendo av visseltoner.

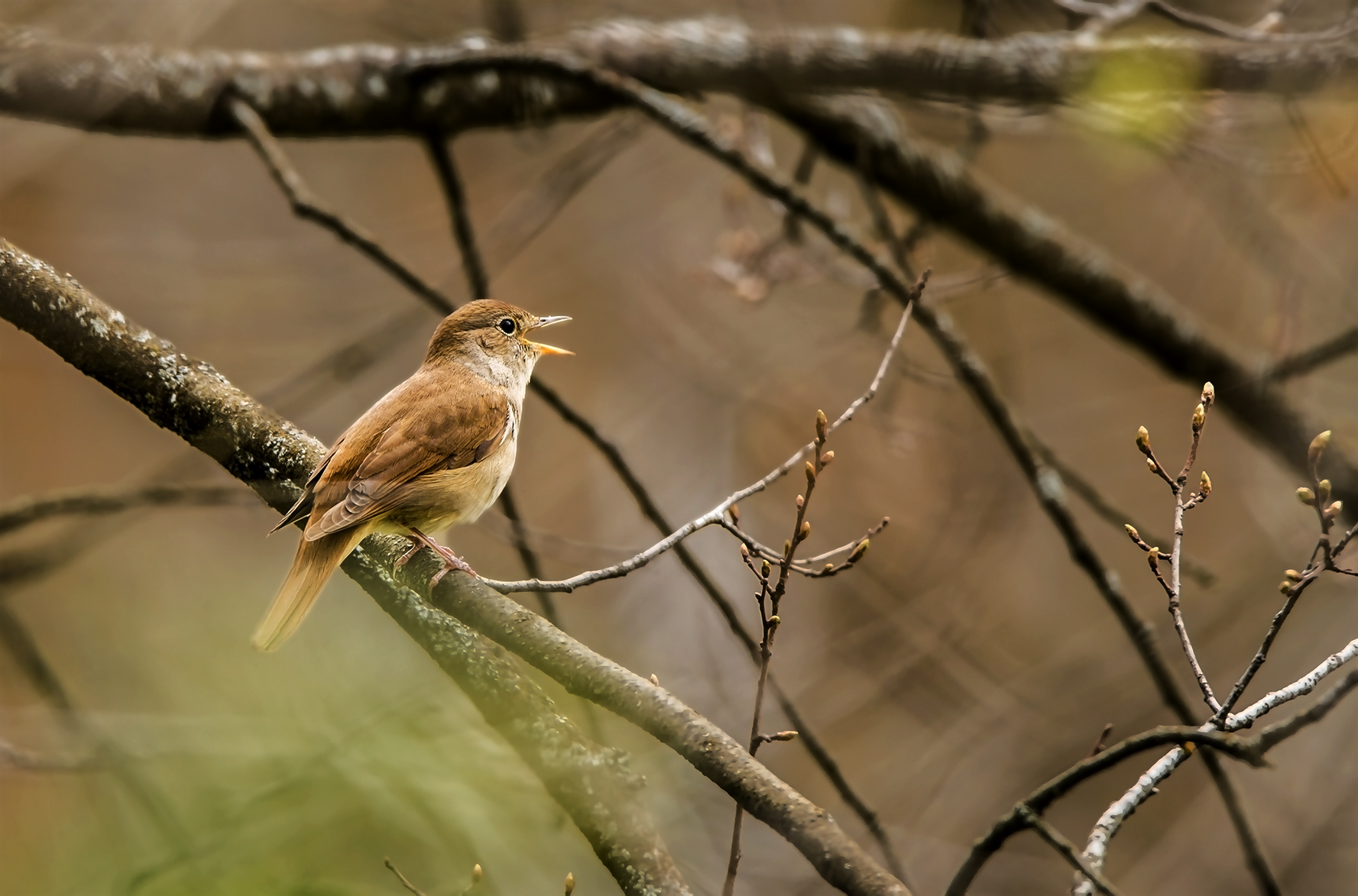

## Utbredning och systematik
Sydnäktergalen häckar i södra Europa och Sydvästasien och är en flyttfågel som övervintrar i södra Afrika. I områdena norr om dess utbredningsområde ersätts den i princip av den mycket nära släktingen näktergal (Luscinia luscinia). 
Den delas upp i tre underarter:
- Europeisk sydnäktergal[3], Luscinia megarhynchos megarynchos – förekommer i Västeuropa, Nordafrika och Mindre Asien; övervintrar i tropiska Afrika
- Turkestansydnäktergal[3], Luscinia megarhynchos golzii  – förekommer från Aralsjön till Mongoliet; övervintrar i kustnära Östafrika
- Luscinia megarhynchos africana – förekommer i Kaukasus och från östra Turkiet till sydvästra Iran och Irak; övervintrar i Östafrika

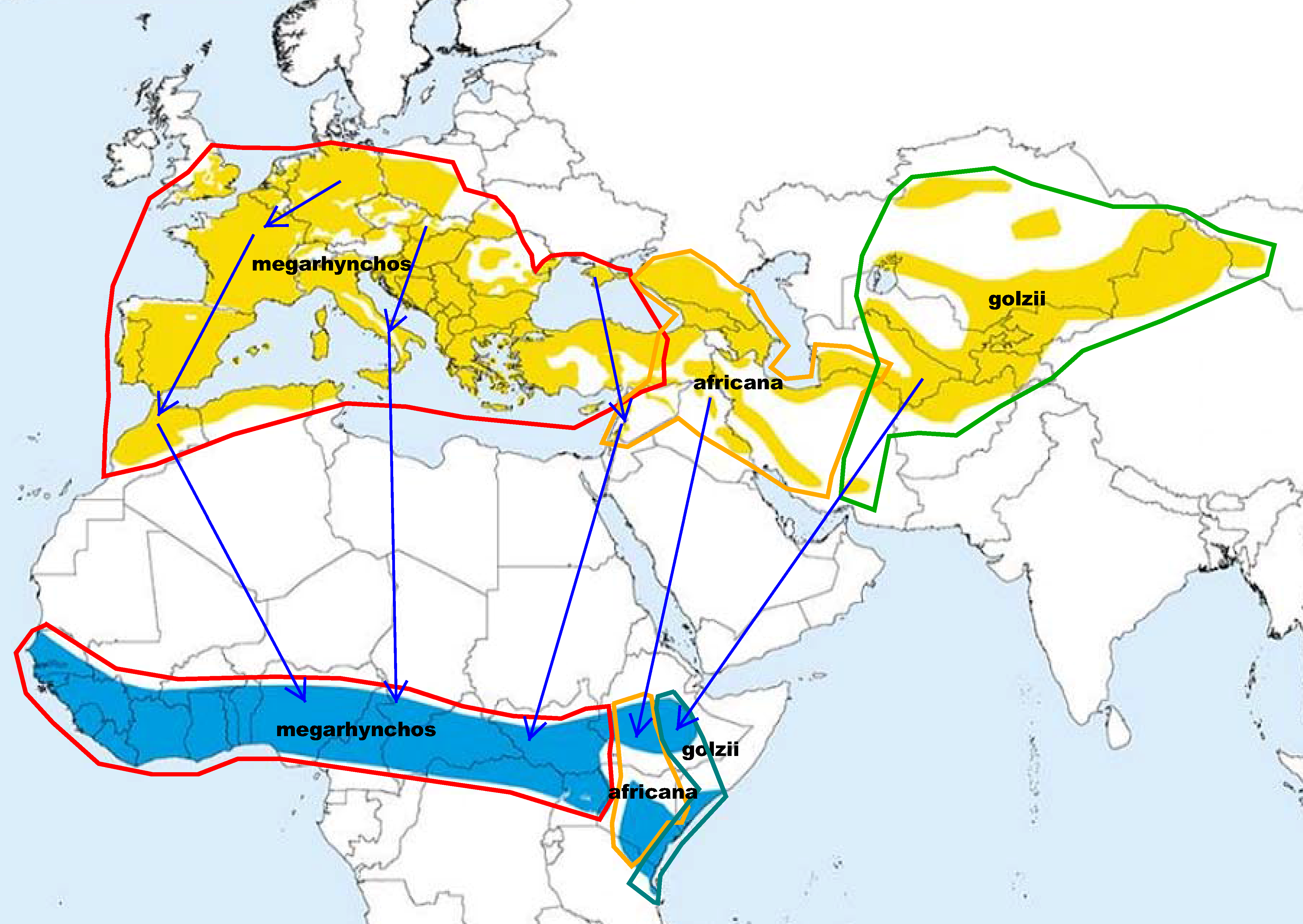
Utbredningen för sydnäktegalens olika populationer, där gult betecknar häckningstid och blått övervintringsområde.

### Sydnäktergal i Sverige
I Sverige är sydnäktergalen en sällsynt gäst som påträffats ett knappt 90-tal gånger till och med 2020, varav ett fynd bedömts med säkerhet röra sig om underarten golzii (tidigare hafizi).

## Systematik

### Släktskap
Tidigare delade sydnäktergalen (och systerarten näktergalen) släkte med blåhaken och en handfull asiatiska "näktergalar", som drillnäktergal, rubinnäktergal och blånäktergal. Genetiska studier har visat att blåhaken verkligen är en nära släkting, men inte de senare. Dessa arter fördelas numera på tre släkten: Larvivora för drillnäktergal och blånäktergal med släktingar, Calliope med bland annat rubinnäktergalen och Luscinia. Å andra sidan har vitbukig näktergal (tidigare ansedd vara en avvikande rödstjärt, med det svenska trivialnamnet vitbukig rödstjärt) visat sig stå så pass nära de "äkta" näktergalarna att den numera inkluderas i Luscinia. Även vitstrupig näktergal är en nära släkting, men den behålls vanligen i det egna släktet Irania. Näktergalarna i Tarsiger och Myiomela är visserligen del av familjen flugsnappare, men är inte nära släkt med sydnäktergalen.

### Familjetillhörighet
Sydnäktergalen med släktingar ansågs fram tills nyligen liksom bland andra stenskvättor, stentrastar och buskskvättor vara små trastar. DNA-studier visar dock att de är marklevande flugsnappare (Muscicapidae) och förs därför numera till den familjen.

## Levnadssätt
I Europa häckar sydnäktergalen i två olika typer av miljöer: dels låglänt öppet skogslandskap med buskar, snår och nässlor i närheten av vatten, dels i torrare områden i lövskogsbryn, tallskog med rik undervegetation eller macchia. Den häckar från slutet av april till mitten av juli i Europa, mitten av april till juni i Marocko och i maj i Algeriet. I boet som placeras mycket nära marken läggs fyra till fem ägg.

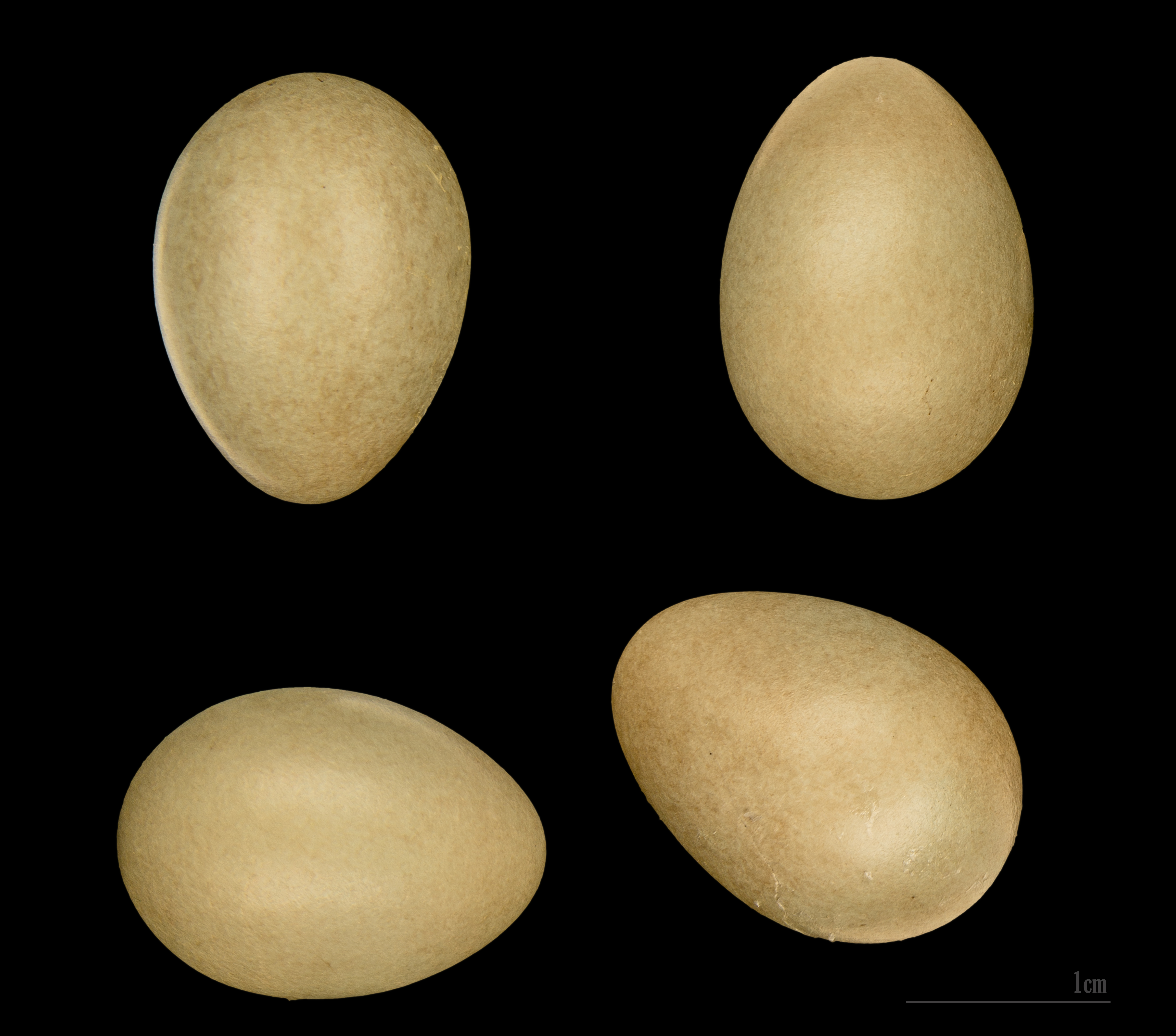
Sydnäktergalens ägg.

Sydnäktergalen lever huvudsakligen av insekter, men äter också bär och frön i slutet av sommaren och under hösten.

## Status och hot
Arten har ett stort utbredningsområde och en stor population med stabil utveckling. Utifrån dessa kriterier kategoriserar IUCN arten som livskraftig (LC). Världspopulationen uppskattas till 37,1-55,8 miljoner vuxna individer.

## I kulturen
Sydnäktergalen är en viktig symbol för poeter under olika tidsåldrar och i olika former. I Homeros antika epos Odysseus berättas om hur Filomele, prinsessa av Aten. Hon våldtogs av den thrakiske fursten Tereus, som var förmäld med hennes syster Prokne. För att hemlighålla sitt brott skar han av hennes tunga; men genom att väva in några tecken i en duk lyckades Filomele för sin syster tydliggöra vad som vederfarits henne. För att hämnas dödade systrarna Tereus och Proknes son, Itys, samt anrättade honom till en måltid åt fadern. I raseri förföljde Tereus de båda systrarna, men gudarna räddade dem genom att förvandla Prokne till en svala och Filomele till en näktergal. Tereus själv förvandlades till en hök eller en härfågel.). Myten har sedan använts av poeter som Chrétien de Troyes, Geoffrey Chaucer, John Gower, George Gascoigne och T.S. Eliot. På grund av mytens våldsamhet tolkades sydnäktergalens sång länge som en beklagan.
Sydnäktegalen har i poesin också används som en symbol för en poet och dess sång som poesi i sig, till exempel av Aristofanes i Fåglarna och Kallimachos från Kyrene. I Shakespeares sonett ’’Sonnet 102’’ jämför han sin kärlekspoesi med sydnäktergalens sång (Philomel):
"Our love was new, and then but in the spring,
When I was wont to greet it with my lays;
As Philomel in summer's front doth sing,
And stops his pipe in growth of riper days:"
Sydnäktergal är nationalfågel i Iran. I medeltida persisk litteratur symboliserar näktergalens sång en symbol för en älskare som är passionerad och vältalig men dömd till olycklig kärlek. I persisk poesi riktar sydnäktergalen sin kärlek till rosen, som förkroppsligar både perfekt skönhet och denna perfektionens arrogans.
Sydnäktergalen är även en viktig symbol i Ukraina. Enligt en legend levde sydnäktergalen förr enbart i Indien, men en fågel besökte Ukraina. När den då hörde folkets sorgesånger sjöng sydnäktergalen sin för att pigga upp dem. Folket svarade med glädjefyllda sånger och sedan dess har sydnäktergalen kommit tillbaka varje vår. Nationalpoeten Taras Shevchenko noterade att "till och med minnet av sydnäktergalens sång gör människan lycklig"

### Namn
Trivialnamnet näktergal kan härledas från tyska Nachtigall, med betydelsen ’den som sjunger (gal) om nätterna’, där Nacht betyder ’natt’. Förr betydde gala just ’sjunga’, jämför gala med tuppens sång. Ursprunget är det urgermanska ordet gala, med betydelsen ’kraxa’, ’skrika’ eller ’sjunga trollsånger’. Detta har påverkat trivialnamnet på många germanska språk, t.ex. nightingale på engelska. Besläktat med gal är gäll om ett mycket starkt ljud och galenskap med anknytning till betydelsen trollsång.